# Модна дипломатія
«Модна дипломатія» (англ. «Fashion of Diplomacy») — український журнал, що популяризує Україну у світі та просуває інтереси України у світовому інформаційному просторі.

## Історія
В грудні 2016 стартував Інтернет-портал, на базі якого була сформована концепція проєкту, та сформована міжнародна база розсилки видання.
В червні 2017 Інтернет-портал доповнився друкованим засобом масової інформації "Міжнародний дипломатичний журнал «Fashion of Diplomacy».

## Тематична спрямованість
Програмні цілі та тематична спрямованість видання:
- висвітлення зовнішньополітичної діяльності українських відомств та іноземних представництв на території України;
- доступне та оперативне інформування про найважливіші події, здобутки та прагнення Української держави;
- викладання думок та позицій дипломатів, політиків, бізнесменів та громадських діячів про місце та значення України на міжнародній арені.

## Розповсюдження
Станом на 2018 мережа розповсюдження журналу складає:
- розсилка на 412 адрес української діаспори;
- розсилка до дипломатичних представництв України за кордоном;
- розсилка друкованої версії журналу до дипломатичних представництв іноземних держав акредитованих в Україні;
- розповсюдження друкованої версії журналу в міжнародному аеропорту «Бориспіль» (VIP-зал, Бізнес-зали);
- розповсюдження друкованої версії журналу в ритейл мережах LeSilpo та Мегамаркет з роздрібною вартістю 80,00 грн.

Додатково, редакцією видання організовуються міжнародні заходи на території України різного направлення, які об'єднують різні країни та популяризують Україну на міжнародній арені. Заходи, які були організовані протягом року:
- Міжнародний круглий стіл «Підсумки першої чверті століття незалежності», за участю Президента України 1991—1994 Леоніда Кравчука, очільників профільних міністерств, Надзвичайних і Повноважних Послів акредитованих в Україні, (на заході брали участь 13 країн), представники Світового конґресу Українців, представники НАТО, ООН, ОБСЄ;[1]
- Міжнародний благодійний вечір «Парад Націй 2017», «Парад Націй 2018», «Парад Націй 2019» за участю Надзвичайних і Повноважних Послів акредитованих в Україні, представників міжнародних неурядових організацій, [2] представників Уряду України, представників бізнес-спільноти України та представників мистецьких кіл.
- Міжнародний дипломатичний гольф турнір «DIPLOMATIC GOLF CUP 2018», «DIPLOMATIC GOLF CUP 2019», «DIPLOMATIC GOLF CUP 2020»,  за сприяння Федерації Гольфу України, Міжнародної Федерації гольфу, Міністерства молоді та спорту України. За кубок DIPLOMATIC GOLF CUP змагаються гольфісти-дипломати з понад 15 країн світу.

Такі заходи є середовищем для спілкування представників дипломатичного корпусу, української діаспори з різних країн, політичних та ділових кіл задля зміцнення та просування позитивного іміджу України у світі.